# Hans Gersbach
Hans Gersbach (eigentl. Johann Anton Gersbach, * 28. Oktober 1959 in Hellikon) ist ein Schweizer Ökonom. Er ist Co-Direktor der KOF Konjunkturforschungsstelle und hat den Lehrstuhl für Macroeconomics: Innovation and Policy an der ETH Zürich inne. Er ist Mitglied und ehemaliger Vorsitzender des wissenschaftlichen Beirats des Bundesministeriums für Wirtschaft und Klimaschutz.

## Leben
Gersbach studierte Mathematik, Versicherungsmathematik und Wirtschaftswissenschaften an der Universität Basel und schloss die drei Fächer mit Diplom (1984, 1985) bzw. Lizenziat (1986) ab. Nach kurzer Zeit als Softwareentwickler bei der National-Versicherung wurde er 1987 Wissenschaftlicher Assistent von Peter Bernholz (Basel). Er wurde 1990 promoviert mit einer Dissertation im Bereich Informationsökonomie. Von 1990 bis 1992 arbeitete er als Berater bei McKinsey, ehe er in den Forschungsbereich zurückkehrte. Zunächst war er Assistenzprofessor bei Martin Hellwig (Universität Basel, 1992), dann Research Fellow am McKinsey Global Institute (1992/93), schliesslich Visiting Scholar an der University of California (1993/94), um erneut als Assistenzprofessor bei Martin Hellwig (1994/95) tätig zu werden. 1995 wurde er in Basel habilitiert. Von 1995 bis 2006 war er Professor für Wirtschaftspolitik an der Universität Heidelberg. Seit 2006 ist er Professor für Makroökonomie an der ETH Zürich und seit 2023 ist er Co-Direktor der KOF Konjunkturforschungsstelle.
Gersbach ist verheiratet und hat drei Kinder.

## Werk
Gersbach hat in bedeutenden Fachzeitschriften publiziert, darunter in Social Choice and Welfare, in Macroeconomic Dynamics und im Journal of Economic Dynamics and Control.
Beim Ökonomen-Ranking des Handelsblattes von 2013, das die Forschungsleistung von Ökonomen in Deutschland, Österreich und der deutschsprachigen Schweiz gemessen an der Qualität der Publikationen seit 2004 analysiert, erreichte er Platz 5.